# Bifrenaria silvana
Bifrenaria silvana é uma espécie de orquídea epífita de crescimento cespitoso endêmica da Bahia, no Brasil,  onde foi descoberta perto de Itororó, na Serra da Ouricana, a 700 metros de altitude, habitando florestas úmidas. Pertence ao grupo das Bifrenaria pequenas, classificadas ocasionalmente nos gêneros Adipe ou Stenocoryne. Pode ser facilmente reconhecida pelo formato de seus pseudobulbos que não são tão tetragonados como em todas as outras espécies mas sim dando a impressão de estarem ligeiramente achatados em direção ao substrato; suas pétalas geralmente apresentam ainda pequenas pintas púrpura ou amarronzadas. É uma das menores, se não a menor espécie classificada neste gênero, tanto pelos pseudobulbos como pelas folhas. Floresce no final do ano.